# The Monsanto Years
The Monsanto Years är ett musikalbum av Neil Young och Promise of the Real utgivet 2015 av skivbolaget Reprise Records. Albumet är ett konceptalbum vars texter är starkt kritiska mot det biotekniska jordbruksföretaget Monsanto, men även flera andra amerikanska företag så som Walmart och Starbucks kritiseras i texterna. Albumet fick ett blandat, men mestadels positivt mottagande i musikpressen och snittar på 61/100 på Metacritic.

## Låtlista
(alla låtar skrivna av Neil Young)
1. "A New Day for Love" - 5:52
2. "Wolf Moon" - 3:52
3. "People Want to Hear About Love" - 6:19
4. "Big Box" - 8:17
5. "A Rock Star Bucks a Coffee Shop" - 5:00
6. "Workin' Man" - 4:43
7. "Rules of Change" - 4:39
8. "Monsanto Years" - 7:46
9. "If I Don't Know" - 4:26

## Listplaceringar
- Billboard 200, USA: #21[2]
- UK Albums Chart, Storbritannien: #24[3]
- Nederländerna: #14[4]
- VG-lista, Norge: #38[5]
- Sverigetopplistan: #47[6]